# Timoteo Hikmat Beylouni
Timoteo Hikmat Beylouni (* 18. November 1945 in Aleppo, Syrien) ist syrisch-katholischer Exarch von Venezuela.

## Leben
Timoteo Hikmat Beylouni empfing am 26. November 1972 durch den syrisch-katholischen Erzbischof von Aleppo, Denys Philippe Beilouné, das Sakrament der Priesterweihe für die syrisch-katholische Erzeparchie Aleppo.
Am 1. März 2011 ernannte ihn Papst Benedikt XVI. zum Titularbischof von Sabrata und bestellte ihn zum syrisch-katholischen Exarchen von Venezuela. Der syrisch-katholische Patriarch von Antiochia, Ignatius Joseph III. Younan, spendete ihm am 22. Mai desselben Jahres die Bischofsweihe; Mitkonsekratoren waren der syrisch-katholische Erzbischof von Aleppo, Denys Antoine Chahda, der emeritierte syrisch-katholische Erzbischof von Aleppo, Denys Raboula Antoine Beylouni, der syrisch-katholische Erzbischof von Mosul, Basile Georges Casmoussa, und der syrisch-katholische Erzbischof von Homs, Théophile Georges Kassab.